# Erzbistum Mbarara
Das Erzbistum Mbarara (lat.: Archidioecesis Mbararaensis) ist ein römisch-katholisches Erzbistum mit Sitz in Mbarara im Südwesten Ugandas.
Am 28. Mai 1934 wurde das Apostolische Vikariat Ruwenzori aus Gebietsabtretungen des Apostolischen Vikariats Uganda begründet und am 25. März 1953 zum Bistum Mbarara erhoben, das dem Erzbistum Rubaga als Suffragandiözese unterstellt wurde. Am 21. Februar 1961 wurde das neue Bistum Fort Portal aus einem Teil des Bistums Mbarara gebildet. Am 1. Februar 1966 wurde zudem das Bistum Kabale abgetrennt. 
Am 2. Januar 1999 wurde Mbarara ein eigenständiges Erzbistum, das 10.980 Quadratkilometer umfasst. 856.168 Katholiken gehörten 2003 zum Erzbistum, was 38,8 % der Bevölkerung des Gebiets ausmachte.
Dem Erzbistum unterstellt sind die Bistümer Fort Portal, Hoima, Kabale und Kasese.

## Bischöfe von Mbarara
- François-Xavier Lacoursière MAfr (28. Mai 1934 bis 20. April 1956)
- Jean-Marie-Gaëtan Ogez MAfr (11. Dezember 1956 bis 25. November 1968)
- John Baptist Kakubi (26. Juni 1969 bis 23. November 1991)
- Paul Bakyenga (23. November 1991 bis 25. April 2020)
- Lambert Bainomugisha (seit 25. April 2020)